# Герб Осівки
Герб Осі́вки — офіційний символ села Осівка Ємільчинського району Житомирської області, затверджений 21 березня 2013 р. рішенням № 129 XX сесії Осівської сільської ради VI скликання.

## Опис
На пурпуровому полі співає срібний соловей, що сидить на срібній гілці верби. На лазуровій базі три з'єднані золоті листки дуба з жолудями. Щит обрамований золотим декоративним картушем і увінчаний золотою сільською короною.

## Значення символів
Пурпур символізує любов, мужність та справедливість, приналежність краю в давнину до Київської землі, згодом — до Волині. Лазур символізує чисте повітря та мирне небо, місцеву річку Пергу. Гілка верби — один із символів України. Посвячені вербові гілки у Вербну неділю використовуються і нині як оберіг. Срібний соловей символізує красу природи та історичну назву. Три листки символізують три населені пункти — села Осівку, Льонівку, Чміль, що входять до складу територіальної громади, та великі лісові масиви, що займають понад 60 % території сільської ради.
Автор — Микола Васильович Демиденко.